# Nigel Hayes
Nigel Hayes-Davis (nacido Nigel Hayes; Westerville, Ohio, 16 de diciembre de 1994) es un baloncestista estadounidense que pertenece a la plantilla del Fenerbahçe SK de la BSL turca. Con 2,03 metros de estatura, juega en la posición de alero.

## Trayectoria deportiva

### Universidad
Jugó cuatro temporadas con los  Badgers de la Universidad de Wisconsin, en las que promedió 12,4 puntos, 5,3 rebotes y 2,1 asistencias por partido. En sus cuatro temporadas obtuvo distinciones por parte de la Big Ten Conference, siendo elegido en su primer año en el mejor quinteto freshman, en 2015 y 2017 en el tercer mejor quinteto de la conferencia, mientras que en 2016 apareció entre los cinco mejores jugadores del año para los entrenadores y la prensa especializada.

### Profesional

#### NBA

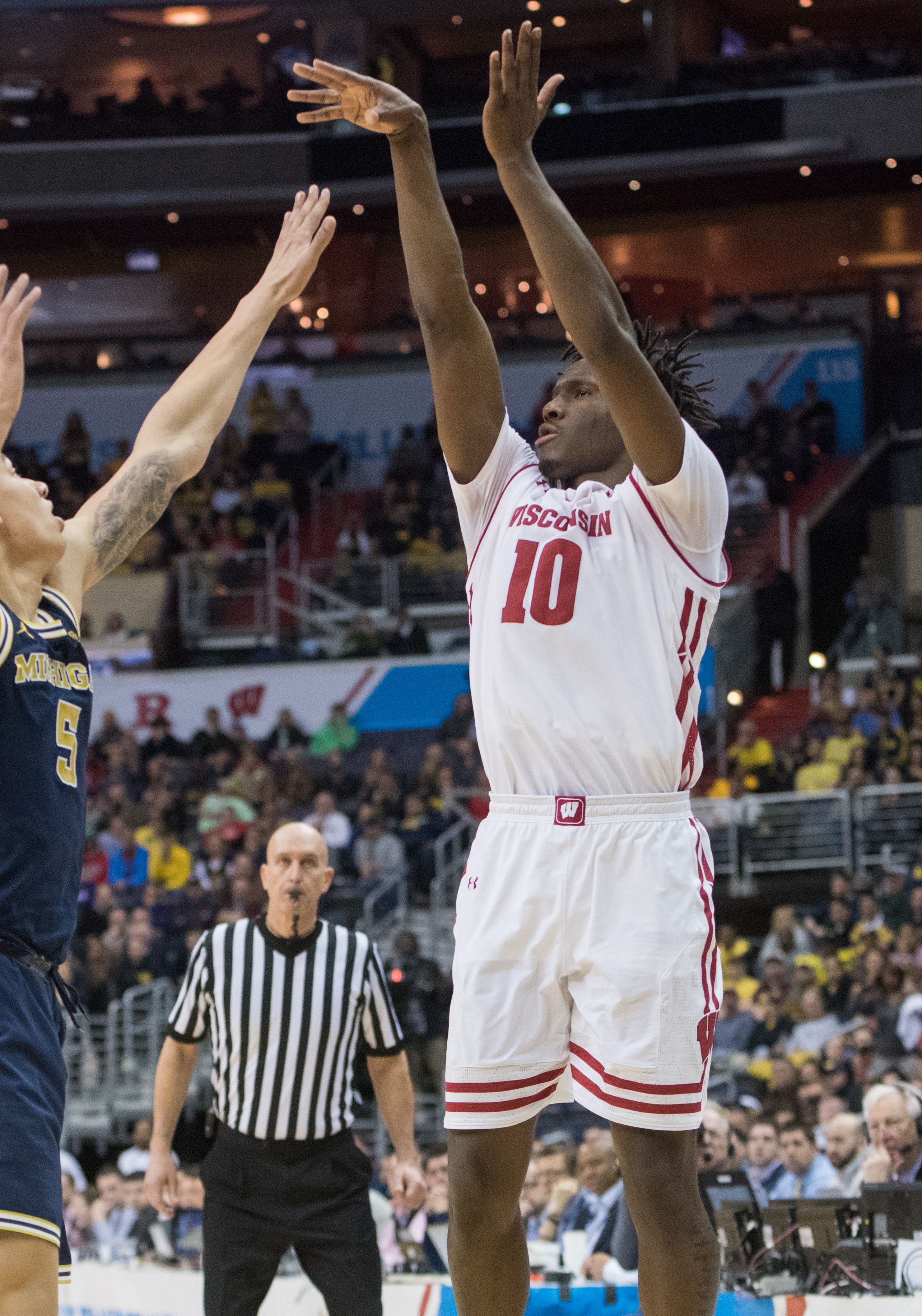
Hayes con los Badgers en 2017.

Tras no ser elegido en el Draft de la NBA de 2017, fue invitado por New York Knicks a participar en las Ligas de Verano de la NBA, en las que jugó cinco partidos, promediando 5,2 puntos y 5,0 rebotes. En agosto firmó un contrato parcialmente garantizado con el equipo neoyorkino, lo que le permitirá disputar la pretemporada. Tras ser descartado, pasó a formar parte del filial de la G League, los Westchester Knicks.
El 19 de enero de 2018 firmó un contrato por diez días con Los Angeles Lakers de la NBA. El 6 de marzo otro contrato de 10 días con Toronto Raptors. Y el 31 de marzo firmando hasta final de temporada con Sacramento Kings. Siendo su tercer equipo esa campaña.

#### Europa

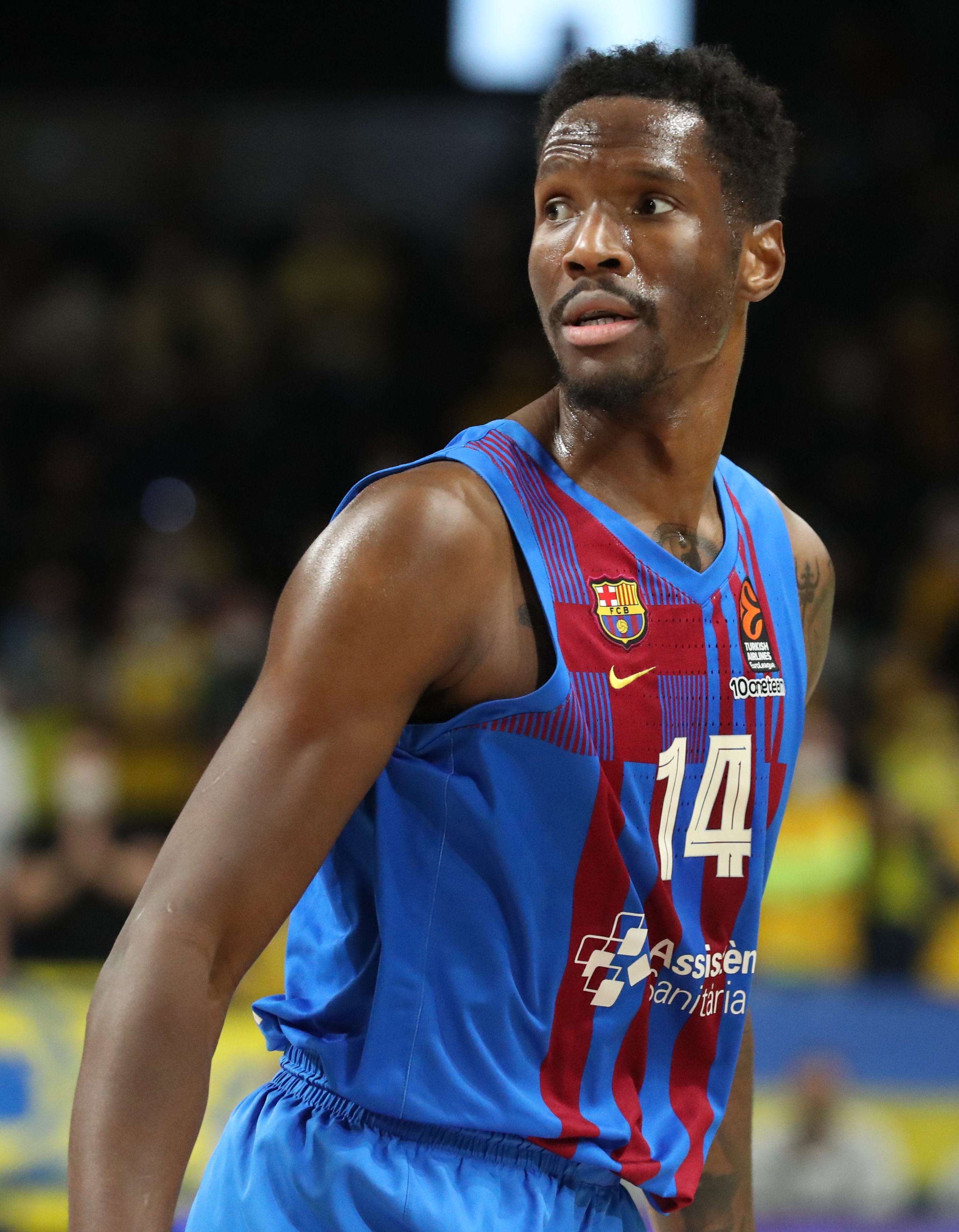
Hayes con el FC Barcelona en 2022.

El 29 de agosto de 2018, firma con el Galatasaray de la liga turca Basketbol Süper Ligi (BSL).
El 12 de junio de 2019, firma con el Žalgiris Kaunas de la Lithuanian Basketball League. Tras una temporada, renueva por otro año el 17 de julio de 2020.
El 22 de agosto de 2021 firmó por una temporada por el FC Barcelona de la Liga ACB, Consiguió su primer título con el Barça en la final de la Copa  del Rey, en un partido donde derrotaron al Madrid por 59-64, disputando 14 minutos en el partido.
En la jornada 28 de la Liga ACB fue uno de los máximos anotadores del partido con 16 puntos, en la victoria en la prórroga frente al Real Madrid, anotando 9 de sus 16 puntos en la prórroga. Tras finalizar la temporada, se confirmó su desvinculación del club azulgrana.
El 22 de julio de 2022 se oficializó su fichaje por el Fenerbahçe de la BSL turca para firmar por una temporada más otra opcional. El 29 de marzo de 2024 anotó 50 puntos en la victoria de su equipo 103-60 ante el Alba Berlín, lo que supuso batir el récord de anotación de un jugador en un partido de Euroliga, que ostentaba Shane Larkin con 49 desde la temporada 2019-20. Finalizada la temporada regular, fue incluido en el Mejor Quinteto de la Euroliga, siendo el único jugador del Fenerbahçe presente.

#### Selección nacional
Como parte de la preparación de la selección de Estados Unidos para los Juegos Olímpicos de 2024, fue seleccionado para el "Select Team", el equipo que estaría entrenando con la selección absoluta.

## Palmarés

### Žalgiris Kaunas
- Lietuvos Krepšinio Lyga (2): 2019-20 y 2020-21
- Copa del Rey Mindaugas (2): 2020 y 2021

### FC Barcelona
- Copa del Rey (1): 2022

### Fenerbahçe
- Basketbol Süper Ligi (1): 2023-24
- Copa de Turquía (1): 2024

### Consideraciones individuales
- Mejor Quinteto de la Euroliga:
  - Primer Quinteto (1): 2023-24
- MVP de las Finales de la Basketbol Süper Ligi (1): 2024
- Mejor Quinteto de la Big Ten (1): 2016
- 3.er Mejor Quinteto de la Big Ten (2): 2015 y 2017
- Mejor Quinteto freshman de la Big Ten (1): 2014

## Estadísticas de su carrera

### Universidad
| Año     | Equipo    | PJ  | PT  | MPP  | %TC  | %3P  | %TL  | RPP | APP | ROB | TPP | PPP  |
| ------- | --------- | --- | --- | ---- | ---- | ---- | ---- | --- | --- | --- | --- | ---- |
| 2013–14 | Wisconsin | 38  | 0   | 17.4 | .510 | .000 | .585 | 2.8 | .9  | .8  | .5  | 7.7  |
| 2014–15 | Wisconsin | 40  | 40  | 32.9 | .497 | .396 | .744 | 6.2 | 2.0 | .9  | .4  | 12.4 |
| 2015–16 | Wisconsin | 35  | 35  | 36.2 | .368 | .293 | .736 | 5.8 | 3.0 | 1.1 | .4  | 15.7 |
| 2016–17 | Wisconsin | 37  | 37  | 32.4 | .457 | .314 | .587 | 6.6 | 2.7 | .8  | .4  | 14.0 |
| Total   | Total     | 150 | 112 | 29.6 | .446 | .332 | .666 | 5.3 | 2.1 | .9  | .4  | 12.4 |

### Temporada regular NBA
| Año     | Equipo      | PJ | PT | MPP  | %TC   | %3P   | %TL   | RPP | APP | ROB | TPP | PPP |
| ------- | ----------- | -- | -- | ---- | ----- | ----- | ----- | --- | --- | --- | --- | --- |
| 2017-18 | L.A. Lakers | 2  | 0  | 5.5  | .333  | .000  | 1.000 | .0  | 1.0 | .0  | .0  | 1.5 |
| 2017-18 | Toronto     | 2  | 0  | 3.3  | 1.000 | 1.000 | .000  | .0  | .0  | .0  | .0  | 3.0 |
| 2017-18 | Sacramento  | 5  | 0  | 21.0 | .333  | .167  | .000  | 4.4 | .8  | .4  | .6  | 3.6 |
| Total   | Total       | 9  | 0  | 13.6 | .333  | .250  | .333  | 2.4 | .7  | .2  | .3  | 3.0 |

### Euroliga
| Año     | Equipo     | PJ  | PT  | MPP  | %TC  | %3P  | %TL  | RPP | APP | ROB | TPP | PPP  | VPP  |
| ------- | ---------- | --- | --- | ---- | ---- | ---- | ---- | --- | --- | --- | --- | ---- | ---- |
| 2019–20 | Žalgiris   | 28* | 10  | 22.3 | .404 | .372 | .758 | 3.5 | 1.0 | .4  | .2  | 6.3  | 6.6  |
| 2020–21 | Žalgiris   | 33  | 30  | 26.7 | .443 | .443 | .894 | 3.9 | 1.2 | 1.1 | .2  | 9.5  | 9.8  |
| 2021–22 | Barcelona  | 37  | 16  | 18.9 | .367 | .244 | .800 | 2.1 | .8  | .5  | .1  | 4.2  | 4.0  |
| 2022–23 | Fenerbahçe | 39  | 39  | 30.5 | .500 | .405 | .750 | 4.4 | 1.5 | 1.2 | .3  | 10.5 | 13.4 |
| 2023–24 | Fenerbahçe | 37  | 36  | 31.5 | .469 | .372 | .832 | 4.6 | 1.7 | 1.0 | .2  | 13.8 | 15.6 |
| Career  | Career     | 174 | 131 | 26.2 | .451 | .384 | .805 | 3.7 | 1.3 | .9  | .2  | 9.0  | 10.1 |